# Inge Hansen
Inge Hansen, norveški rokometaš in poslovnež, * 21. april 1946, Asker.
Leta 1972 je na poletnih olimpijskih igrah v Münchnu v sestavi norveške rokometne reprezentance osvojil deveto mesto.